# Volnay (Sarthe)
Volnay és un municipi francès situat al departament del Sarthe i a la regió de País del Loira. L'any 2007 tenia 741 habitants.

## Demografia

### Població
El 2007 la població de fet de Volnay era de 741 persones. Hi havia 308 famílies de les quals 80 eren unipersonals (40 homes vivint sols i 40 dones vivint soles), 100 parelles sense fills, 108 parelles amb fills i 20 famílies monoparentals amb fills.
La població ha evolucionat segons el següent gràfic:
Habitants censats

### Habitatges
El 2007 hi havia 395 habitatges, 308 eren l'habitatge principal de la família, 71 eren segones residències i 16 estaven desocupats. 388 eren cases i 1 era un apartament. Dels 308 habitatges principals, 265 estaven ocupats pels seus propietaris, 36 estaven llogats i ocupats pels llogaters i 7 estaven cedits a títol gratuït; 4 tenien una cambra, 18 en tenien dues, 62 en tenien tres, 83 en tenien quatre i 142 en tenien cinc o més. 262 habitatges disposaven pel capbaix d'una plaça de pàrquing. A 117 habitatges hi havia un automòbil i a 166 n'hi havia dos o més.

### Piràmide de població
La piràmide de població per edats i sexe el 2009 era:
| Homes | Edats   | Dones |
| ----- | ------- | ----- |
| 0     | 95 o +  | 0     |
| 0     | 90 a 94 | 4     |
| 4     | 85 a 89 | 4     |
| 0     | 80 a 84 | 0     |
| 20    | 75 a 79 | 16    |
| 12    | 70 a 74 | 28    |
| 20    | 65 a 69 | 20    |
| 20    | 60 a 64 | 20    |
| 20    | 55 a 59 | 16    |
| 28    | 50 a 54 | 16    |
| 24    | 45 a 49 | 16    |
| 28    | 40 a 44 | 12    |
| 24    | 35 a 39 | 32    |
| 36    | 30 a 34 | 32    |
| 12    | 25 a 29 | 12    |
| 8     | 20 a 24 | 16    |
| 28    | 15 a 19 | 16    |
| 16    | 10 a 14 | 20    |
| 36    | 5 a 9   | 20    |
| 32    | 0 a 4   | 20    |

## Economia
El 2007 la població en edat de treballar era de 460 persones, 365 eren actives i 95 eren inactives. De les 365 persones actives 343 estaven ocupades (197 homes i 146 dones) i 22 estaven aturades (8 homes i 14 dones). De les 95 persones inactives 38 estaven jubilades, 29 estaven estudiant i 28 estaven classificades com a «altres inactius».

### Ingressos
El 2009 a Volnay hi havia 338 unitats fiscals que integraven 831 persones, la mediana anual d'ingressos fiscals per persona era de 17.539 €.

### Activitats econòmiques
Dels 18 establiments que hi havia el 2007, 1 era d'una empresa extractiva, 1 d'una empresa alimentària, 1 d'una empresa de fabricació d'altres productes industrials, 4 d'empreses de construcció, 2 d'empreses de comerç i reparació d'automòbils, 1 d'una empresa de transport, 2 d'empreses d'hostatgeria i restauració, 2 d'empreses immobiliàries, 1 d'una empresa de serveis i 3 d'empreses classificades com a «altres activitats de serveis».
Dels 6 establiments de servei als particulars que hi havia el 2009, 1 era un taller de reparació d'automòbils i de material agrícola, 1 paleta, 1 guixaire pintor, 2 fusteries i 1 perruqueria.
L'únic establiment comercial que hi havia el 2009 era una fleca.
L'any 2000 a Volnay hi havia 30 explotacions agrícoles que ocupaven un total de 803 hectàrees.

## Equipaments sanitaris i escolars
El 2009 hi havia una escola elemental integrada dins d'un grup escolar amb les comunes properes formant una escola dispersa.

## Poblacions més properes
El següent diagrama mostra les poblacions més properes.